# Eckartsau
Eckartsau är en ort och kommun  i Österrike. Den ligger i distriktet Gänserndorf i förbundslandet Niederösterreich, 34 km öster om huvudstaden Wien.
Kommunen består av fem orter (Ortschaften) (inom parentes invånarantal 1 januari 2024):
- Eckartsau (464)
- Kopfstetten (227)
- Pframa (331)
- Wagram an der Donau (156)
- Witzelsdorf (153)